# ナチュラル・ウーマン (小説)
『ナチュラル・ウーマン』は、松浦理英子の小説。1994年に『ナチュラル ウーマン』のタイトルで映画化された。本項ではこれらに加え、映画のリメイク作品となる『ナチュラル・ウーマン2010』についても併せて扱う。
タイトルは1967年に発表された同名の楽曲（アレサ・フランクリン）に由来し、1994年版映画の主題歌に使われている。

## 概要
漫画家の容子、その恋人であった花世、夕記子、由梨子の恋愛物語。
大学生の容子と花世の恋愛と別れを描いた表題作「ナチュラル・ウーマン」、花世との再会、夕記子との恋愛と別れ、由梨子との新しい恋の予感を描いた「いちばん長い午後」、由梨子との旅行を描いた「微熱休暇」の3つの物語からなるが、順番は「いちばん長い午後」「微熱休暇」「ナチュラル・ウーマン」に並べ替えられている。
松浦自身が「傑作」「間違いなく何物かである小説」と自賛する作品だが、発売当初は中上健次など一部からの評価を除いてほぼ無視され、商業的にも成功しなかった。
1987年にトレヴィルより出版、のち1991年に河出書房新社から河出文庫、さらに同社より新版が発売されている。1994年には映画化もされ、2010年には『ナチュラル・ウーマン2010』というタイトルで再映画化されている。

## 登場人物
村田容子（私）
主人公で語り手。同人誌での活躍を経てプロの漫画家になる。
諸凪花世
『ナチュラル・ウーマン』『いちばん長い午後』に登場。容子の同人誌時代の仲間で、激しい恋愛関係に陥る。容子と別れたあと、親戚が経営するマンション「諸凪ハイツ」内の喫茶店で働く。天才的な漫画の才能を持っている。
森沢由梨子
『いちばん長い午後』『微熱休暇』に登場。容子のアルバイト仲間だったが、テキスタイルの経験があったことから容子のアシスタントになる。快活な性格で容子を魅了する。
夕記子
『いちばん長い午後』に登場。国際線のスチュワーデスだが、行く国行く国すべてを嫌いになる。容子と恋愛関係になる。
圭以子
『ナチュラル・ウーマン』に登場。容子の同人誌時代の仲間。容子と花世の恋愛を見守り応援する。

## 映画

### 1994年版
嶋村かおり主演による初映画化作品。タイトルは原作と異なり、中黒「・」なしの『ナチュラル ウーマン』。原作者の松浦自身も脚本で参加している。VHSは1995年8月4日にリリースされ、タイトル表記は原作同様に『ナチュラル・ウーマン』となっている。2003年4月25日には「ナチュラル」と「ウーマン」を区切らない『ナチュラルウーマン』のタイトル表記でDVDが発売された。原作を忠実に映画化したわけではなく、かなりの部分が異なっている。
ストーリー
清掃員のアルバイトをしている漫画家の村田容子は、同じアルバイトの由梨子に惹かれている。だが容子は、自殺したかつての恋人・花世のことを忘れられずにいた。

キャスト　
- 村田容子：嶋村かおり
- 諸凪花世：緒川たまき
- 沢口セリ：西島敬雅
- 園田圭以子：山本美雪
- 森沢由梨子：中島ひろ子
- 平山編集長：本田博太郎
- 福沢洋介：利重剛
- 風に乗ってくる男：石橋凌

スタッフ
- 原作：松浦理英子
- 監督：佐々木浩久
- 脚本：松浦理英子・佐々木浩久
- 撮影監督：渡部眞
- 編集：掛須秀一
- 美術：金田克美
- 音楽監督 : 梅林茂
- 音楽作曲 : 岡村みどり
- プロデューサー：石田幸一、仙頭武則、小林広司
- 協賛：アビッドジャパン
- 製作協力：WOWOW

主題歌アレサ・フランクリン「(You Make Me Feel Like) A Natural Woman」

### 2010年版
『ナチュラル・ウーマン2010』のタイトルで再映画化されたリメイク作品。4月17日にシアターイメージフォーラムにて独占公開。上映時間は1時間44分。監督はグラビア写真家の野村誠一。キャラクターの設定や科白は大幅に変更され、主人公の職業もフォトグラファーとなっていたり、原作においてラディカルに掘りさげられたジェンダーやセクシャリティの問題も描かれてはいない。また、原作において重要な場面はほとんど使用されておらず、映画オリジナルの場面が過半を占め、なかばオリジナル作品的な仕上がりとなっている。
作者の松浦は「正直、欠点も数多い映画」と厳しい意見を寄せた一方で、容子と花世の別れた理由について「この映画は一つの説得力ある解釈を示している」とコメントを寄せ、キャストおよびスタッフに感謝の意を示している。
2010年8月27日にDVDが発売され、1994年版とのセット版である『ナチュラル・ウーマン2010+1994』も同日発売された。
キャスト
- 村田容子：亜矢乃
- 諸凪花世：汐見ゆかり
- 森沢由梨子：英玲奈
- 園田圭以子：木下あゆ美
- 辻：村田雄浩

スタッフ
- 監督・撮影監督：野村誠一
- 原作：松浦理英子
- 企画：伊藤靖浩
- 総監修：伊藤秀裕
- 脚本：木浦里央
- プロデューサー：堤昇一
- 音楽：遠藤浩二
- ラインプロデューサー：鷲頭政充
- 撮影：大沢佳子

- 照明：金沢正夫
- 録音：沼田和夫
- 美術：大庭勇人
- 編集：目見田健
- 音響効果：丹雄二
- 助監督：佃謙介
- 制作担当：野崎竜一
- 製作：softgarage
- 配給：ゴー・シネマ

キャッチコピー
- 新しい自分に出会いたい、と願うすべての人に贈る愛と別れの物語
- 女性にしかワカラナイ別れがある